# King Kong (film, 1933)
A King Kong (eredeti cím: King Kong) 96 perces, fekete-fehér 1933-as amerikai film.
A stop motion és a különféle effektek (vetített vászon előtti felvétel), amik ebben az 1933-as produkcióban láthatók, akkor technikai újdonságnak számítottak. A cselekmény elején a túlméretezett majom nagyon gonosz, ám egy azóta híressé vált jelenetben a 7,3 méter magas monstrum a hőn áhított nővel egyetemben megmássza az Empire State Buildinget, már szinte együtt érzünk vele. Az eredeti elképzelés szerint a történet még kegyetlenebb volt, ám az 1933 januárjában megtartott tesztvetítés alkalmával az akkor még csak burleszkekhez és revü show-khoz szokott közönség sikoltozott az előadás közben, így finomítani kellett bizonyos részeket. A film jeleneteiben Kong embereket eszik, embereken tapos stb. Az egyik ilyen cenzúrázott jelenetben Kong a mélybe taszíttat néhány fehér embert, ahol már egy rakás éhes óriáspók várakozik rájuk. Azonban a leglátványosabb jelenet, nevezetesen Kong csatája a Tyrannosaurus rexszel benne maradt, így tisztelettel figyelhetjük a két, 45,72 cm nagyságú báb csatáját. A filmtörténet első nagy szörnyetegének üvöltésekor egy oroszlán bömbölt. Néhol a hangmérnök morajlását, tigrisbömbölést és hasonló zörejeket vélhetünk felfedezni a film során. A hang mellett érdemes figyelemmel lenni két díszletre is: a gátra és a dzsungelre, ahol hőseink az őskorból visszamaradt lények elől menekülnek. Az előbbi díszlet, mely arra szolgált, hogy kordában tartsa az emberevő fenevadat, számos produkcióban bukkant fel: a nagy kaput eredetileg Cecil B. DeMille építette a Királyok királya című filmjéhez 1927-ben. Ott a templom bejárataként működött, és a Kongot követően nem sokkal, pontosabban 1938. december 10-én az Elfújta a szélben végleg füstté vált az atlantai jelenet forgatásakor. Az őserdő pedig egy későbbi, szintén Selznick-produkcióban, a The Most Dangerous Game-ben (1932) látott el fontos feladatot.
A King Kong munkacímei között megtalálhatóak voltak : A Szörnyeteg, Kong, A Majom, Király Majom, A világ nyolcadik csodája (mely a végső cím alatt alcímként meg is jelenik). Végül a film producerének ötlete volt a briliáns megoldás, miszerint „Király ez a Kong!” (ez a mondat később a filmben is elhangzik), s csakhamar már azt a lenyűgöző, és hatásos nevet láthatták nézők milliói a mozi bejáratánál, hogy „King Kong”. A produkció hatalmas sikert aratott a pénztárakban is, hiszen az első hétvégén 90 000 dollárt termelt, ami abban az időben (egészen az Elfújta a szél bemutatójáig) a legnagyobb nyitóbevétel egyikét érte el, így a nagyméretű majom nem kevesebbet tett halálával, minthogy egy időre kihúzta az RKO-t a csődből. Ez a szőrös látványosság 1933 és 1952 között szám szerint négy remake-et élt meg különböző hiányosságokkal, pótlásokkal, s az évtizedek során még vagy egy tucat verzióban félemlítette a mozinézőket. Legutolsó feldolgozása Peter Jackson King Kong adaptációja volt 2005-ben.

## Alkotók
- rendező: Merian C. Cooper, Ernest B. Schoedsack
- író: Merian C. Cooper, Edgar Wallace
- forgatókönyvíró: James Ashmore Creelman, Ruth Rose
- zeneszerző: Max Steiner
- operatőr: Edward Linden, Vernon L. Walker, Kenneth Peach, J. O. Taylor
- vágó: Ted Cheesman
- producer: David O. Selznick
- gyártó és forgalmazó: RKO Pictures
- bemutató: 1933. március 2.

## Szereplők
- Fay Wray (Ann Darrow)
- Frank Reicher (Englehorn kapitány)
- Robert Armstrong (Carl Denham)
- Bruce Cabot (Jack Driscoll)
- Noble Johnson

## Díjak és jelölések
Szaturnusz-díj (2006)
- Jelölés: legjobb klasszikus film DVD (kétlemezes, speciális kiadás)

Satellite Award (2005)
- Jelölés: legjobb klasszikus film DVD (A The Son of Kong (1933) és a Joe, az óriásgorilla (1949) című filmekkel közös kiadvány)
- Jelölés: legjobb DVD-extrák (A The Son of Kong (1933) és a Joe, az óriásgorilla (1949) című filmekkel közös kiadvány)

TV Land Award (2008)
- Díj: legjobb választás az autósmoziban

A King Kong egyetlen Oscar-jelölést sem kapott. Akkoriban még nem létezett vizuális effektusokat honoráló kategória, és bár Ernest B. Schoedsack producer megkérte az akadémiát, hogy egy különdíjat adjanak csapatának az effektusok elkészítése miatt, kérése süket fülekre talált.